# احمدعلی راغب
احمدعلی راغب (۱۲ اردیبهشت ۱۳۲۳ – ۱۸ آذر ۱۳۹۹) آهنگساز، نوازنده و نویسندهٔ اهل ایران بود.

## زندگی‌نامه

### دوران کودکی، نوجوانی و جوانی
احمدعلی راغب، دومین فرزند خانواده اش بود که در سپیده‌دم روز دوازدهم اردیبهشت ۱۳۲۳ در شهرستان بندرانزلی متولد شد.
مادرش در نوجوانی، به همراه خانواده اش از باکو و قفقاز به بندرانزلی نقل مکان کرده بود. در شهر باکو تا کلاس ششم ابتدایی درس خوانده بود و علاوه بر زبان فارسی به زبان روسی هم آشنایی داشت و با مبانی موسیقی و ساز پیانو نیز در مدرسه آشنا شده بود. ضمناً «تار قفقازی» را نیز به خوبی می‌نواخت. احمدعلی راغب تحت تأثیر مادر، از دوران کودکی به موسیقی علاقه‌مند شد و با حمایت و تشویق و آموزش‌های والدین و به ویژه مادرش، فراگیری موسیقی و همچنین نواختن «تار قفقازی» را آغاز کرد و به پیشرفت قابل توجهی در این عرصه رسید.

احمدعلی راغب در دوران جوانی.

در سال ۱۳۳۹ پس از قبولی در رشتهٔ طبیعی، برای آنکه هرچه زودتر شغلی برای خود دست و پا کند وارد دانشسرای شبانه‌روزی کشاورزی شد. به این ترتیب، می‌توانست پس از دو سال تحصیل در دانشسرا، به عنوان معلم مدارس روستایی، برای تعلیم روستازادگان اعزام شود. پس از اخذ دیپلم در سال ۱۳۴۲ با حکم اداره فرهنگ استان گیلان، به عنوان معلم در مدارس روستایی گیلان مشغول به کار شد. در همین ایام و همزمان با تدریس، با ساز «تار» انسی دائمی داشت و پیشرفتش برای خودش بسیار قابل قبول بود. ضمناً به نواختن ساز «عود» نیز بسیار علاقه‌مند شد. احساس می‌کرد که قطعاتی را می‌نوازد که پیش از این هرگز نشنیده‌است. سرانجام تصمیم گرفت یک قطعه موسیقی محلی گیلکی به همراه شعر، آماده کند و به شورای موسیقی رادیو گیلان ارائه دهد. این اولین کار حرفه‌ای احمدعلی راغب بود. با این حال، شورا از آن استقبال قابل توجهی کرد و بنا شد که با صدای فریدون پوررضا خوانندهٔ سرشناس آن روزگار موسیقی گیلان، اجرا شود. نام این قطعه «نوقاندار» بود. همزمان از او دعوت به عمل آمد تا به عنوان نوازنده و آهنگساز محلی، با ارکستر فرهنگ و هنر گیلان به سرپرستی «یحیی نیک نواز» همکاری کند و ضمناً گروه نوازی را نیز نزد ایشان فراگیرد. به این ترتیب، به منظور تداوم فعالیت حرفه‌ای، در سال ۱۳۴۳ به شهر رشت نقل مکان کرد. هرچند تعهد خدمت در اداره فرهنگ گیلان، باعث می‌شد که همچنان همه روزه ساعات زیادی را از شهر به روستا دررفت و آمد باشد. به موازات این فعالیت‌ها، دوبار در ماه به تهران می‌آمد و نزد «علی اکبر سرخوش» به فراگیری دورهٔ تکمیلی تار می‌پرداخت تا در زمینهٔ بداهه نوازی نیز تجربه کسب کند. فراگیری «عود» را نیز نزد خویش پی می‌گرفت. در این دوران آهنگ‌های محلی زیادی ساخت که با صدای خواننده‌های مشهور گیلان اجرا و پخش شد. در سال ۱۳۴۵ به دلیل شهرتی که با ساخت ترانه‌ها و تصنیف‌های گیلکی نصیبش شده بود، از او دعوت شد که در ارکستر رادیو و تلویزیون گیلان نیز همکاری کند. به دلیل اینکه اساسنامه ارکستر فرهنگ و هنر این اجازه را نمی‌داد که نوازنده‌ای که در فرهنگ و هنر کار می‌کند، همزمان در ارکسترهای دیگر نیز مشغول باشد، این بود که در نهایت، از فرهنگ و هنر جدا و جذب ارکستر رادیو تلویزیون گیلان شد تا بتواند آهنگ‌های بیشتری بسازد و اجرا کند و ضمناً در زمینه گروه نوازی نیز به دلیل حجم بالای تولیدات رادیو تلویزیون در آن زمان، تجربهٔ ارکسترنوازی بیشتر و بهتری کسب نماید. چندی بعد نیز سرپرستی این ارکستر به او سپرده شد.

### مهاجرت به تهران
احمدعلی راغب در سال ۱۳۴۹، در حالی که همچنان ضمن تدریس در مدارس ابتدایی استان گیلان، به همکاری با رادیو تلویزیون گیلان به‌عنوان آهنگساز و نوازنده ادامه می‌داد و حدود چهل قطعه موسیقی نیز ساخته بود، به این نتیجه رسید که برای ادامهٔ فعالیت‌های هنری اش به تهران مهاجرت کند. ضمناً در همان سال، در انستیتو مربیان هنری تهران نیز پذیرفته می‌شود؛ بنابراین با مشقت فراوان زمینهٔ انتقال به تهران را فراهم کرد و در سال ۱۳۴۹ به تهران آمد تا هم به عنوان مأمور به تحصیل از اداره فرهنگ گیلان، در تهران به تحصیل در رشته موسیقی و آموزش هنر و جامعه‌شناسی هنر بپردازد و همچنین فعالیت‌های حرفه‌ای اش را در زمینه موسیقی با شرایط بهتری دنبال کند. پس از مدتی، در سال ۱۳۵۰ با قبولی در آزمون هنری شورای موسیقی رادیو، به عنوان نوازندهٔ «عود» در ارکستر سازهای ملی رادیو زیر نظر مهدی مفتاح و بعدها، همایون خرم، مشغول به کار گردید و آهنگ‌هایی نیز برای خوانندگان معروف و طراز اول آن روزگار ساخت و اجرا کرد و همچنین قطعات بدون کلام فولکلور گیلانی که سال‌ها برای گردآوری آن‌ها زحمت کشیده بود را توانست با همین ارکستر اجرا نماید که هنوز هم پخش می‌شوند. حضور در محضر هنرمندانی همچون جلیل شهناز، فرهنگ شریف، علی اکبر سرخوش، همایون خرم، علی تجویدی، جواد معروفی و… و همکاری با این استادان، تجربیات ارزشمندی را برای او به همراه داشت و ذخیره‌ای گرانبها برای ادامهٔ فعالیت‌های هنری وی بود. علاوه بر این، احمدعلی راغب در همین زمان، همراه با گروه‌های هنری و خوانندگان مشهور و سرشناس آن روزگار، مسافرت‌های زیادی به خارج از ایران جهت معرفی و اشاعه موسیقی ایرانی داشت. دو بار به آمریکا، دو بار به انگلستان، یک بار به فرانسه، یک بار به ایتالیا، دو بار به آلمان، دو بار به ژاپن، و یک بار به مصر و کشورهای دیگر عربی سفر کرد.

## فعالیت‌ها

### جمع‌آوری فرهنگ عامه ایرانیان و همکاری با انجوی شیرازی
دوره جدیدی از فعالیت‌های فرهنگی و هنری احمدعلی راغب به سال‌های جوانی او بازمی‌گردد. زمانی که به جهت علاقه و اشتیاق فراوان به فرهنگ و موسیقی فولکلور نواحی مختلف ایران و تلاش برای شکستن انحصار فرهنگی موجود در رسانه‌های رسمی و ملی وقت، به شکل خودانگیخته و با هزینه شخصی، به جمع‌آوری نواها و الحان فولکلور نواحی مختلف ایران مشغول شد. وی در این باره می‌گوید:
«از سال ۱۳۵۴ با علاقه و اشتیاقی فراوان، با هدف دریافت نواهای محلی، فولکلور و آیینی سراسر کشور، به نواحی مختلف ایران سفرهایی داشتم. سفرهایی که حاصل آن آشنایی با زوایای مختلف فرهنگ، آداب و رسوم و خصائص منحصر به فرد زندگی روزمره اقوام گوناگونی همچون کردها، لرها، گیل‌ها، ترک‌ها، قشقائی‌ها، خراسانی‌ها و نیز اقوام نواحی مرکزی ایران بود. تمام وقت من در آن سال‌ها به جمع‌آوری و ثبت دقیق این مشاهدات اختصاص داشت که با علاقه ای وافر و دقتی فراوان به آن مبادرت داشتم.»
در سال ۱۳۴۹ و پس از مراجعت به تهران، احمدعلی راغب، در محافل فرهنگی و هنری تهران با ابوالقاسم انجوی شیرازی آشنا می‌شود. انجوی که در سالهای پس از تبعید به جزیره خارک، به کار جمع‌آوری فرهنگ عامه ایرانیان پرداخته بود، با مشاهده مکتوبات راغب، از او دعوت می‌کند تا در کار تدوین ۱۱ مجلد کتاب در زمینه فرهنگ عامه ایرانیان که به سرپرستی انجوی شیرازی در دست چاپ و انتشار قرار داشت، همکاری کند. احمدعلی راغب در اینباره می‌گوید: «هر دو هفته یکبار به دفتر استاد انجوی مراجعه می‌کردیم و در کنار دوستان و همکارانی همچون نصرالله یگانه، محمود ظریفیان، حسین پناهیان و دیگران بر فرایند تدوین مجلدات کتاب فرهنگ عامه نظارت می‌کردیم و با یکدیگر بحث و گفتگو داشتیم.»
با انتشار اولین مجلدات از کتاب‌های فرهنگ عامه، دربار شاه که خصوصاً در سال‌های دهه پنجاه شمسی، تلاشی در راستای ترمیم پایه‌های مشروعیت خود از طریق احیای سنت ایرانی و باستانی داشت، نتوانست نسبت به این برنامه پژوهشی ارزشمند پیرامون فرهنگ ایران، بی‌تفاوت باشد؛ لذا در سال ۱۳۵۵، احمدعلی راغب به همراه جمعی از دست‌اندرکاران جمع‌آوری فرهنگ عامه ایران، به نزد شاه فراخوانده شدند و او را از نزدیک در جریان این اقدام فرهنگی قرار دادند. حاصل آن جلسه، ارسال مجلداتی از دستاوردهای فرهنگی آن گروه به سازمان یونسکو بود. راغب در این باره می‌گوید: «شاه علاقه نشان می‌داد که گروهی مأمور شوند تا روایتی ساده از فرهنگ عامه ایران را به فرزند او (رضا پهلوی) منتقل کنند.»

### قطع همکاری با ارکسترهای رادیو - آغاز فعالیت‌های انقلابی
پس از کشتار هفده شهریور سال ۱۳۵۷، از سوی رژیم پهلوی، احمدعلی راغب نسبت به این اتفاق، بی‌تفاوت نماند و همراه با برخی دیگر از هنرمندان سرشناس رادیو و تلویزیون، از همکاری با مراکز هنری وابسته به رژیم پهلوی و عضویت در ارکستر سازهای ملی، استعفاء داد. ارتباط با برخی گروه‌های هنری غیررسمی و آشنایی با افرادی همچون حسین شمسایی، مجید حداد عادل و حمید شاهنگیان، به زمینه‌ای برای فعالیت‌های انقلابی او تبدیل شد. همکاری در تهیه و تولید سرودهایی که بنا بود در محصولات فرهنگی نیروهای انقلابی (سخنرانی‌ها و…) استفاده شده و به شیوه زیرزمینی به دست مردم برسد؛ وظیفه این گروه‌ها بود که در مساجد و محافل مخفی، تشکیل شده بود. سرودهایی همچون «معلم شهید» (در رثای علی شریعتی)، «بابا خون داد»، «خیر مقدم»، «نغمه اتحاد» و … برخی از تولیدات موسیقایی احمدعلی راغب در آن مقطع بود که بعدها و پس از پیروزی انقلاب و از سرگیری فعالیت ارکسترهای موسیقی و فعالیت‌های هنری در رادیو و تلویزیون، بازسازی شده و با تنظیم برای ارکستر، اجرا شد.

### فعالیت‌های هنری پس از انقلاب
بلافاصله پس از پیروزی انقلاب ۱۳۵۷، احمدعلی راغب با تلاش فراوان و با همکاری جمعی برخی از هنرمندان، گروه‌هایی را جمع‌آوری کرده و مشغول ساخت سرودهای انقلابی شد. مشکل پیش روی او و معدود آهنگسازان دیگری که عزم همراهی با تغییرات را داشتند، عدم دسترسی به نمونه و الگویی بود که مطلوب موسیقی انقلابی بر اساس شرایط جدید باشد؛ بنابراین تصمیم گرفت تا از شعارهای مردمی که از بطن کوچه و خیابان می‌جوشد، برای ساخت موسیقی الهام بگیرد. ذخیرهٔ موسیقی فولکلور و آیینی نواحی مختلف ایران، که احمدعلی راغب از جوانی دل‌مشغول فراگیری و ثبت آنها بود؛ در این مقطع به کمک او آمد و جنس موسیقی او را از دیگر آهنگسازان متمایز ساخت. این می‌توانست بهترین الگو برای سرود انقلابی در پیوند با باورهای عمیق بومی و مذهبی مردم باشد. با شکل‌گیری مجدد فعالیت‌ها در رادیو، علی‌رغم محدودیت‌های موجود، حضور شخصیت‌هایی نظیر مجید حدادعادل در رادیو و حمایت‌های او، دلگرم کننده بود. تلاش‌های احمدعلی راغب ادامه یافت که این تلاش‌ها در کنار دوستی صمیمانه و همکاری با شعرایی نظیر مهرداد اوستا، محمود شاهرخی، مشفق کاشانی، حمید سبزواری، محمدعلی معلم و …، به ساخت سرودهایی نظیر «خوش آمدی امام ما»، «بانگ آزادی» (الله اکبر، خمینی رهبر)، «شهید مفتح»، «شهید مطهر»، «آمریکا آمریکا ننگ به نیرنگ تو»، «راه رجا»، «نغمهٔ توحید»، «نغمهٔ اتحاد»، «بابا خون داد»، «همشاگردی سلام» و … انجامید.
احمد علی راغب در اواخر سال ۱۳۵۹ با گسترش فعالیت‌های حزب جمهوری اسلامی، به سفارش سید محمد بهشتی (دبیرکل وقت حزب جمهوری اسلامی) سرودهایی برای حزب ساخت که از مشهورترین آن‌ها، «سرود رسمی حزب جمهوری اسلامی» است که مورد تقدیر سید محمد بهشتی قرار گرفت. این همکاری برای مدتی به جلساتی مداوم با برخی مسئولین حزب، پیرامون مسائل فرهنگی و هنری و همچنین پذیرش مسئولیت امور هنری و سرود حزب جمهوری اسلامی و نیز ایجاد و سرپرستی گروه کر دفتر حزب منجر شد.
پس از واقعهٔ انفجار تروریستی در دفتر حزب و کشته‌شدن بهشتی و یارانش، احمدعلی راغب در سوگِ این واقعه، سرودهای «حدیث درد» (شقایق‌های پرپر)، «وافریادا» و «بهشتی سیرت» را ساخت.
راغب همزمان با آغاز جنگ ایران و عراق، ساخت سرودهایی پیرامون جنگ را آغاز کرد که سرود «این پیروزی خجسته باد» پیرامون فتح خرمشهر، «ظفر مبارک»، «جنگ، جنگ تا پیروزی»، «خدایا خدایا تا انقلاب مهدی خمینی را نگهدار»، و سرودهای بسیار دیگری در زمرهٔ آن است.
تا به امروز و مطابق با آمار موجود در آرشیوهای صداو سیما بالغ بر «هزار و چهارصد» قطعه موسیقی از او به ثبت رسیده‌است و او را در بین دوستان و همکاران به «مرد هزار آهنگ» مشهور کرده‌است.

### مسئولیت‌ها در سازمان صداوسیما
احمدعلی راغب علی‌رغم دریافت کسوت بازنشستگی در سال ۱۳۶۷، در بین سالهای ۱۳۷۱ تا ۱۳۷۳ ریاست مرکز موسیقی سازمان صداوسیمارا بر عهده داشت. پس از آن نیز تا سال ۱۳۸۲، مدیریت تولید موسیقی مراکز و استان‌های سازمان صداوسیما را عهده‌دار بود. ضمناً عضو شورای عالی موسیقی صداوسیما و شورای عالی نظارت و ارزیابی شبکه‌های رادیویی و تلویزیونی صداوسیما نیز بوده‌است که این همکاری همچنان ادامه دارد.

### فعالیت در زمینهٔ نویسندگی
احمدعلی راغب در کنار فعالیت‌های موسیقایی خویش و عهده‌داربودن مسئولیت‌های مدیریتی در عرصهٔ موسیقی، پیوسته به‌طور جدی به عرصهٔ نویسندگی نیز می‌پرداخته‌است و این عرصه از جوانی تا کنون، همواره جزو علایق و دلبستگی‌های او به‌شمار می‌رفته‌است. او تا کنون بیش از ده رمان و داستان کوتاه و بلند و همچنین تعداد بسیاری قطعات کوتاه ادبی و هایکو نوشته‌است. از آثار نوشتاری او تا کنون سه اثر انتشار یافته که عبارتند از:
- صندلی لهستانی[۱۱]
- ژیگانتیسم[۱۲]
- زنگ‌ها و درنگ‌ها[۱۳]

## درگذشت
وی به علت بیماری سرطان در روز سه‌شنبه ۱۸ آذر ۱۳۹۹ در سن ۷۶ سالگی درگذشت.

## آثار

### سرود «بانگ آزادی»
ساخت این سرود پیش از نوروز ۱۳۵۸ از سوی مجید حداد عادل که رئیس وقت رادیو بود به احمدعلی راغب سفارش داده شد. شعر آن را حمید سبزواری سرود و محمد گلریز آن را خواند. این سرود نخستین بار همزمان با پیام نوروزی سید روح‌الله خمینی در نوروز سال ۱۳۵۸ پخش شد و از سوی مردم به‌عنوان سرود ملی جمهوری اسلامی ایران پذیرفته شد. مسئولان بلندپایه و اعضای شورای انقلاب، با وجود تحسین فراوان از این سرود، به دلیل طولانی‌بودن آن، تشخیص دادند که سرود دیگری به عنوان سرود ملی ساخته شود. این سرود همچنان هر روز پیش از خبر ساعت چهارده رادیو سراسری، پخش می‌شود و به یکی از ماندگارترین آثار مرتبط با انقلاب سال ۱۳۵۷ ایران تبدیل شده‌است.

### سرود «شهید مطهر»
در سال ۱۳۵۹ در اولین سالگرد کشته‌شدن مرتضی مطهری، از سوی دفتر روح‌الله خمینی و توسط سید احمد خمینی، ساخت سرودی در رثای مرتضی مطهری سفارش داده شد و مسئولیت این کار به احمدعلی راغب واگذار شد.
او این سرود را بر روی شعری از حمید سبزواری ساخت و محمد گلریز آن را خواند. سرودی که با استقبال گستردهٔ مردم مواجه شد. روح‌الله خمینی نیز عوامل این سرود را در خرداد ۱۳۵۹ به حضور پذیرفت و آن را مورد تأیید و تحسین فراوان قرار داد. این اتفاق با بازتابی که داشت، در واقع باعث رسمی شدن فعالیت‌های موسیقی پس از انقلاب سال ۱۳۵۷ ایران شد و به دنبال آن با تأسیس واحد موسیقی در رادیو، فعالیت‌های موسیقی با آزادی و انسجام بیشتری دنبال شد و گروه‌های موسیقی شکل کامل‌تر و رسمی‌تری به خود گرفتند.

### سرود «ننگ به نیرنگ …»
در خرداد سال ۱۳۵۹ و در دیداری که احمد علی راغب به‌دلیل ساخت سرود «شهید مطهر» با روح‌الله خمینی داشت، موضوع دیدگاه خمینی پیرامون قطع ارتباط با آمریکا و پیامی که قرار است در این باره صادر کنند، از سوی سید احمد خمینی مطرح شد و او خواست تا این پیام، دستمایهٔ ساخت سرودی با همین مضمون شود. در نتیجه احمدعلی راغب این سرود را ساخت. کلام آن نیز از حمید سبزواری است و با صدای اسفندیار قره باغی اجرا شد.

### سرود «این پیروزی خجسته باد …»
در سال ۱۳۶۱ در شرایطی که قوای نظامی کشور، در تدارک حمله‌ای وسیع به‌منظور بازپس‌گیری خرمشهر از عراق بودند؛ ساخت سرودی با مضمون «پیروزی» به مسئولان رادیو سفارش شد. این موضوع، با احمدعلی راغب و حمید سبزواری، درمیان گذاشته شد و این دو، ساخت آهنگ و کلام این سرود را آغاز کردند هرچند که بهانهٔ ساخت این سرود، تا پس از فتح خرمشهر، محرمانه ماند و حتی برای سازندگان آن نیز افشا نشد. تا اینکه نخستین بار پس از اعلام خبر پیروزی عملیات بیت‌المقدس و بازپس‌گیری خرمشهر، این سرود از رادیو سراسری پخش شد. این سرود به یکی از جاودانه‌ترین سرودهای دوران جنگ ایران و عراق تبدیل شده‌است.خوانندهٔ آن محمد گلریز است. تنظیم برای ارکستر نیز بر عهدهٔ مجتبی میرزاده بوده‌است.

### آلبوم‌های موسیقی
1. آلبوم به یاد شهدای انقلاب، شاعر: حمید سبزواری، با صدای مهرداد کاظمی و محمد گلریز
2. آلبوم شکوفه اشک، شاعر: مهرداد اوستا، با صدای مرتضی محمدی
3. آلبوم در آیینه، بر اساس رباعیات خیام، با صدای مرتضی محمدی
4. آلبوم مینای دل، شاعر: مشفق کاشانی، با صدای مهرداد کاظمی
5. آلبوم درد عشق، بر اساس غزلیات حافظ، با صدای بهرام گودرزی
6. آلبوم کوراشیم، بر اساس موسیقی محلی گیلان، با صدای ناصر مسعودی
7. آلبوم پرچین، بر اساس موسیقی محلی گیلان، با صدای ناصر مسعودی
8. آلبوم قلندر، شاعر: نوذر پرنگ، با صدای ناصر مسعودی
9. آلبوم باغ تماشا، شاعر: ساعد باقری، با صدای مهرداد کاظمی
10. آلبوم مادر، شاعر: ساعد باقری، با صدای مهرداد کاظمی
11. آلبوم رقص گلها، شاعر: ساعد باقری، با صدای عباس بهادری
12. آلبوم وصل جانان، شاعر: ساعد باقری، با صدای حسن همایونفال
13. آلبوم صدای عشق، با صدای بهرام حصیری
14. آلبوم اشک مهتاب، با صدای عبدالحسین مختاباد
15. آلبوم راز پرواز، با صدای سینا سرلک[۲]

## افتخارات

### دریافت مدرک درجه یک هنری

احمدعلی راغب در حال سخنرانی در همایش بزرگداشت روز جهانی میراث دیداری و شنیداری

احمدعلی راغب در سال ۱۳۸۲ به دلیل ساخت سرودهای انقلابی برای جمهوری اسلامی، موفق به دریافت مدرک درجه یک هنری (معادل دکتری) در رشته آهنگسازی از جانب شورای ارزشیابی هنرمندان کشور شد که از سوی احمد مسجد جامعی، وزیر ارشاد وقت، به او اعطا شد.

### انتشار کتاب زندگی‌نامهٔ احمدعلی راغب
در بهمن ماه سال ۱۳۹۸ کتاب «بانگ آزادی» خاطرات شفاهی احمدعلی راغب، آهنگساز سرودها و ترانه‌های معروف انقلاب به قلم محسن صفایی‌فرد از طرف انتشارات راه یار وابسته به دفتر مطالعات جبهه فرهنگی انقلاب منتشر شد.

### بزرگداشت در جشنواره بین‌المللی موسیقی فجر
مراسم بزرگداشت احمدعلی راغب در اختتامیه بیست و هشتمین جشنواره موسیقی فجر در سال ۱۳۹۱ برگزار شد و از یک عمر فعالیت‌های هنری او تقدیر به‌عمل آمد.